# Šumadija
Šumadija (Servisch: Шумадијски округ, Šumadijski okrug) is een district in Centraal-Servië. De hoofdstad is Kragujevac.

## Gemeenten
Šumadija bestaat uit de volgende gemeenten:
- Kragujevac
- Aranđelovac
- Topola
- Rača
- Batočina
- Knić
- Lapovo

## Bevolking
De bevolking bestaat uit de volgende etnische groepen:
- Serven: 289.183
- Montenegrijnen: 1822
- Roma: 1606